# Ergocalciferol
El ergocalciferol, también conocido como vitamina D2 y calciferol, es un tipo de vitamina D que se encuentra en los alimentos y se utiliza como suplemento dietético.  Como suplemento, se utiliza para prevenir y tratar la deficiencia de vitamina D. Esto incluye la deficiencia de vitamina D debido a una mala absorción en los intestinos o una enfermedad hepática. También se puede usar para el calcio en sangre bajo debido al hipoparatiroidismo. Se usa por vía oral o por inyección en un músculo.
El ergocalciferol se describió por primera vez en 1936. El ergocalciferol está disponible como medicamento genérico y sin receta. En 2022, fue el 38.º medicamento más recetado en los Estados Unidos, con más del 15 Millones de recetas. En algunos países, a ciertos alimentos, como los cereales para el desayuno y la margarina, se les añade ergocalciferol. Está en la Lista de Medicamentos Esenciales de la Organización Mundial de la Salud, los medicamentos más seguros y efectivos necesarios.
Junto con la hormona paratiroidea y la calcitonina regula las concentraciones de calcio y fosfato, estimula la absorción de estos minerales en el intestino delgado y moviliza el calcio en el hueso.  Su deficiencia provoca raquitismo en los niños y osteomalacia en adultos.
Las dosis excesivas pueden provocar toxicidad por vitamina D, causando aumento de la producción de orina, presión arterial alta, cálculos renales, insuficiencia renal, debilidad muscular y estreñimiento. Si se toman dosis altas durante un período prolongado, puede producirse calcificación tisular. Las dosis normales son seguras durante el embarazo. Actúa aumentando la cantidad de calcio absorbido por los intestinos y reabsorbido por los riñones. Los alimentos en los que se encuentra incluyen algunos hongos.

## Uso
El ergocalciferol puede utilizarse como suplemento de vitamina D, mientras que el colecalciferol (vitamina D3) es producido naturalmente por la piel cuando se expone a la luz ultravioleta. Se considera que el ergocalciferol (D2) y el colecalciferol (D3) son equivalentes para la producción de vitamina D, ya que ambas formas parecen tener una eficacia similar para mejorar el raquitismo y reducir la incidencia de caídas en pacientes de edad avanzada. Sin embargo, existen informes contradictorios sobre la eficacia relativa; algunos estudios sugieren que el ergocalciferol tiene menos eficacia debido a limitaciones en la absorción, la unión y la inactivación. Un metaanálisis concluyó que la evidencia generalmente favorece al colecalciferol para aumentar los niveles de vitamina D en la sangre, aunque afirmó que se necesita más investigación.

## Mecanismo
El ergocalciferol es un secosteroide formado por la ruptura del enlace fotoquímico de un esteroide, específicamente, por la acción de la luz ultravioleta (UV-B o UV-C) sobre el ergosterol, una forma de provitamina D2.
Al igual que el colecalciferol, el ergocalciferol es inactivo por sí mismo. Requiere dos hidroxilaciones para activarse: la primera en el hígado por CYP2R1 para formar 25-hidroxiergocalciferol (ercalcidiol o 25-OH D2), y la segunda en el riñón por CYP27B1, para formar el 1,25-dihidroxiergocalciferol activo (ercalcitriol o 1,25-(OH)2D2), que activa el receptor de vitamina D. A diferencia del colecalciferol, la 25-hidroxilación no la realiza el CYP27A1 para el ergocalciferol.
El ergocalciferol y sus metabolitos tienen menor afinidad por la proteína transportadora de vitamina D en comparación con sus contrapartes D3. La afinidad de unión del ercalcitriol al receptor de vitamina D es similar a la del calcitriol. El propio ergocalciferol y sus metabolitos pueden desactivarse mediante 24-hidroxilación.

### Biosíntesis
El contenido de vitamina D2 en hongos y C. arbuscula aumenta con la exposición a la luz ultravioleta. El ergosterol (provitamina D2) que se encuentra en estos hongos se convierte en previtamina D2 con la exposición a los rayos UV, que luego se transforma en vitamina D2. Como los hongos cultivados generalmente se cultivan en la oscuridad, se encuentra menos vitamina D2 en comparación con los cultivados en estado silvestre o secados al sol.
Cuando los hongos frescos o los polvos secos se exponen deliberadamente a la luz ultravioleta, los niveles de vitamina D2 pueden concentrarse a niveles mucho más altos. El procedimiento de irradiación no provoca una decoloración significativa ni blanqueamiento de los hongos. Se ha afirmado que una porción normal (aproximadamente 2 oz o 60 gramos) de hongos frescos tratados con luz ultravioleta tiene un contenido de vitamina D aumentado a niveles de hasta 80 microgramos o 3200 UI si se exponen a solo cinco minutos de luz ultravioleta después de ser cosechados.
Los champiñones con un contenido mejorado de vitamina D2 producidos de esta manera funcionan de manera similar a un suplemento de vitamina D2; ambos mejoran eficazmente el estado de vitamina D. La vitamina D2 presente en la levadura irradiada con rayos UV que se hornea en pan o en hongos es biodisponible y aumenta los niveles de 25(OH)D en sangre.

## Nombres
Viosterol, el nombre dado a las primeras preparaciones de ergosterol irradiado, es esencialmente sinónimo de ergocalciferol. Sin embargo, actualmente Viosterol también es el nombre comercial del colecalciferol (vitamina D3) en algunos países.
El ergocalciferol se fabrica y se vende bajo varias marcas, incluidas Deltalin (Eli Lilly and Company), Drisdol (Sanofi-Synthelabo) y Calcidol (Patrin Pharma).